# Monasterio de Cristo en el Desierto
El Monasterio de Cristo en el Desierto (en inglés: Monastery of Christ in the Desert) es un monasterio benedictino católico perteneciente a la provincia de habla Inglesa de la Congregación de Subiaco de los monasterios benedictinos. El primer abad fue Phillip Lawrence y fue sucedido en 2018 por Christian Lasey, momento en el que la Abadía comenzó su decadencia y serias acusaciones.
El monasterio está rodeado de kilómetros de desierto tranquilo en medio de la zona de desierto del Cañón Chama 75 millas al norte de Santa Fe, en Nuevo México. Es accesible por la carretera Forestal 151, una carretera de 13 millas de tierra fuera de la ruta 84 de los Estados Unidos.
El monasterio fue fundado en 1964 por un monje del monasterio de Monte Salvador en el estado de Nueva York, el Padre Aelred Wall quien luego se volvió ermitaño en Guanajuato, México.